# Boston Celtics
De Boston Celtics is een basketbalteam uit de National Basketball Association, gevestigd in Boston, Massachusetts. Ze hebben een recordaantal van 18 NBA-titels gewonnen. De Boston Celtics maken deel uit van de Atlantic Division in de Eastern Conference. Ze spelen tegenwoordig hun thuismatchen in de TD Garden.

## Geschiedenis
De Boston Celtics stonden in 1946 mee aan de basis van de oprichting van de Basketball Association of America, de competitie die later zou voortvloeien in de NBA. De Celtics en New York Knicks zijn de enige twee ploegen van toen die op heden nog in dezelfde stad actief zijn. De Celtics zijn anno 2024 nog steeds het meest succesvolle team in de NBA met 18 titels. Maar liefst 10 keer ging de MVP-trofee naar een speler van de Celtics, waarmee ze ook hier recordhouder zijn.

### Dominantie eind jaren 50 en in de jaren 60
De dominantie van de Celtics begon eind jaren 50 nadat coach Red Auerbach de center Bill Russell kon aantrekken. Onder leiding van Russell en Bob Cousy behaalden de Celtics een eerste NBA-titel in 1957. Tussen 1959 en 1969 domineerden zij de NBA, en wonnen acht opeenvolgende titels tussen 1959 en 1966, waarbij zij herhaaldelijk hun rivalen uit het Westen, de Los Angeles Lakers, in de finale versloegen. Tijdens het seizoen 1966/1967 werd hun hegemonie doorbroken door de Philadelphia 76ers om dan terug kampioen te worden in 1968 en 1969. Nadat Russell zijn loopbaan beëindigde begon er voor de Celtics een periode van heropbouw.

### Twee nieuwe titels in 1974 en 1976
Onder impuls van Dave Cowens en Jo Jo White behaalden de Celtics in 1974 een nieuw kampioenschap dankzij winst in de finale van de Milwaukee Bucks. Ook in het seizoen 1975/1976 was de titel voor de Celtics, dit keer dankzij winst van de Phoenix Suns.

### The Big Three: een nieuwe periode van dominantie[1]
In 1979 maakte Larry Bird zijn debuut voor de Celtics. Al snel leidde dit opnieuw tot hogere winstcijfers. Een seizoen later contracteerden de Celtics ook Robert Parish en Kevin McHale. Onder leiding van de "Big Three" haalden de Celtics vijfmaal de NBA Finals, en wonnen die ook driemaal in 1981, 1984 en 1986. Nadien kende de Celtics een lange minder succesvolle periode.

### New Big Three[2]
In het seizoen 2007/2008 kwamen Kevin Garnett en Ray Allen bij de Celtics en ze vormden samen met Paul Pierce de 'Big Three'. Zij wonnen met de Celtics meteen de NBA-titel, 22 jaar na de vorige titel, door de Los Angeles Lakers met 4-2 te verslaan in de finaleserie, Paul Pierce was finals-MVP. Ook in 2010 bereikten de Celtics de NBA-finals, maar in de finale werd er verloren van eeuwige rivaal Los Angeles Lakers.
In 2012 kwam abrupt een einde aan de 'Big Three', want Ray Allen verhuisde naar de grote rivaal Miami Heat.

## Spelerskern 2022/23
| Boston Celtics-teamleden | Boston Celtics-teamleden | Boston Celtics-teamleden        | Boston Celtics-teamleden | Boston Celtics-teamleden |
| ------------------------ | ------------------------ | ------------------------------- | ------------------------ | ------------------------ |
| Coach                    | Joe Mazulla              | Joe Mazulla                     | Joe Mazulla              | Joe Mazulla              |
| Positie                  | Rugnummer                | Nationaliteit                   | Naam                     | Leeftijd                 |
| F-G                      | 7                        | Vlag van Verenigde Staten       | Jaylen Brown             | 27                       |
| G                        | 13                       | Vlag van Verenigde Staten       | Malcolm Brogdon          | 31                       |
| F-G                      | 11                       | Vlag van Verenigde Staten       | Justin Champagne         | 22                       |
| G                        | 20                       | Vlag van Verenigde Staten       | JD Davidson              | 21                       |
| F                        | 8                        | Vlag van Italië                 | Danilo Gallinari         | 35                       |
| F                        | 91                       | Vlag van Verenigde Staten       | Blake Griffin            | 31                       |
| F                        | 30                       | Vlag van Verenigde Staten       | Sam Hauser               | 26                       |
| C-F                      | 37                       | Vlag van Dominicaanse Republiek | Al Horford               | 42                       |
| C                        | 28                       | Vlag van Canada                 | Mfiondu Kabengele        | 26                       |
| G                        | 36                       | Vlag van Verenigde Staten       | Marcus Smart             | 29                       |
| F                        | 0                        | Vlag van Verenigde Staten       | Jayson Tatum             | 25                       |
| C-F                      | 40                       | Vlag van Verenigde Staten       | Luke Kornet              | 28                       |
| C-F                      | 57                       | Vlag van Verenigde Staten       | Mike Muscala             | 32                       |
| G                        | 11                       | Vlag van Verenigde Staten       | Payton Pritchard         | 25                       |
| G                        | 9                        | Vlag van Verenigde Staten       | Derrick White            | 29                       |
| F                        | 12                       | Vlag van Verenigde Staten       | Grant Williams           | 25                       |
| C-F                      | 44                       | Vlag van Verenigde Staten       | Robert Williams III      | 26                       |

## Erelijst
- Winnaar Atlantic Division (34)

1956/57, 1957/58, 1958/59, 1959/60, 1960/61, 1961/62, 1962/63, 1963/64, 1964/65, 1971/72, 1972/73, 1973/74, 1974/75, 1975/76, 1979/80, 1980/81, 1981/82, 1983/84, 1984/85, 1985/86, 1986/87, 1987/88, 1990/91, 1991/92, 2004/05, 2007/08, 2008/09, 2009/10, 2010/11, 2011/12, 2016/17, 2021/22, 2022/23, 2023/24
- Winnaar Eastern Conference (11)

1973/74, 1975/76, 1980/81, 1983/84, 1984/85, 1985/86, 1986/87, 2007/08, 2009/10, 2021/22, 2023/24
- Winnaar NBA (18)

1956/57, 1958/59, 1959/60, 1960/61, 1961/62, 1962/63, 1963/64, 1964/65, 1965/66, 1967/68, 1968/69, 1973/74, 1975/76, 1980/81, 1983/84, 1985/86, 2007/08, 2023/24

## Individuele statistieken
Vet: nog actief bij de Celtics
Italic: nog actief, maar bij een andere club

### Gescoorde punten (regulier seizoen)[3]
bijgewerkt tot en met 31 mei 2024
1. John Havlicek (26.395)
2. Paul Pierce (24.021)
3. Larry Bird (21.791)
4. Robert Parish (18.245)
5. Kevin McHale (17.335)
6. Bob Cousy (16.955)
7. Sam Jones (15.411)
8. Bill Russell (14.522)
9. Dave Cowens (13.192)
10. Jo Jo White (13.188)
11. Bill Sharman (12.287)
12. Tom Heinsohn (12.194)
13. Jayson Tatum (11.852)
14. Antoine Walker (11.386)
15. Jaylen Brown (10.038)
16. Don Nelson (9.968)
17. Satch Sanders (8.766)
18. Frank Ramsey (8.378)
19. Cedric Maxwell (8.311)
20. Reggie Lewis (7.902)
21. Ed Macauley (7.882)
22. Dennis Johnson (6.805)
23. Danny Ainge (6.257)
24. Kevin Garnett (6.233)
25. Ray Allen (5.987)
26. Bailey Howell (5.812)
27. Rajon Rondo (5.783)
28. Marcus Smart (5.708)
29. Don Chaney (5.689)
30. Dee Brown (5.512)
31. Larry Siegfried (5.420)
32. K.C. Jones (5.011)
33. Avery Bradley (5.008)
34. Kevin Gamble (4.895)
35. Rick Fox (4.759)
36. Al Horford (4.683)
37. Nate Archibald (4.550)
38. Isaiah Thomas (4.422)
39. Eric Williams (4.248)
40. Paul Silas (3.744)
41. Dino Radja (3.733)
42. Gerald Henderson (3.521)
43. Jeff Green (3.252)
44. Brandon Bass (3.216)
45. Chris Ford (3.194)
46. Jim Loscutoff (3.156)
47. Dana Barros (3.109)
48. Kyrie Irving (3.062)
49. Sherman Douglas (2.981)
50. Ricky Davis (2.940)

### Andere statistieken (regulier seizoen)[3]
bijgewerkt tot en met 31 mei 2024
| Meest gespeelde minuten | Meest gespeelde minuten |
| Speler                  | Minuten                 |
| ----------------------- | ----------------------- |
| John Havlicek           | 46.471                  |
| Bill Russell            | 40.726                  |
| Paul Pierce             | 40.360                  |
| Robert Parish           | 34.977                  |
| Larry Bird              | 34.443                  |
| Bob Cousy               | 30.131                  |
| Kevin McHale            | 30.118                  |
| Dave Cowens             | 28.551                  |
| Jo Jo White             | 26.770                  |
| Sam Jones               | 24.285                  |

| Meeste rebounds | Meeste rebounds |
| Speler          | Rebounds        |
| --------------- | --------------- |
| Bill Russell    | 21.620          |
| Robert Parish   | 11.051          |
| Dave Cowens     | 10.170          |
| Larry Bird      | 8.974           |
| John Havlicek   | 8.007           |
| Kevin McHale    | 7.122           |
| Paul Pierce     | 6.651           |
| Satch Sanders   | 5.798           |
| Tom Heinsohn    | 5.749           |
| Antoine Walker  | 4.782           |

| Meeste assists | Meeste assists |
| Speler         | Assists        |
| -------------- | -------------- |
| Bob Cousy      | 6.945          |
| John Havlicek  | 6.114          |
| Larry Bird     | 5.695          |
| Rajon Rondo    | 4.474          |
| Paul Pierce    | 4.305          |
| Bill Russell   | 4.100          |
| Jo Jo White    | 3.686          |
| Dennis Johnson | 3.486          |
| K.C. Jones     | 2.908          |
| Dave Cowens    | 2.828          |

| Meeste steals  | Meeste steals |
| Speler         | Steals        |
| -------------- | ------------- |
| Paul Pierce    | 1.583         |
| Larry Bird     | 1.556         |
| Rajon Rondo    | 990           |
| Marcus Smart   | 914           |
| Robert Parish  | 873           |
| Antoine Walker | 828           |
| Dee Brown      | 675           |
| Danny Ainge    | 671           |
| Dennis Johnson | 654           |
| Dave Cowens    | 569           |

| Meeste blocks    | Meeste blocks |
| Speler           | Blocks        |
| ---------------- | ------------- |
| Robert Parish    | 1.703         |
| Kevin McHale     | 1.690         |
| Larry Bird       | 755           |
| Paul Pierce      | 668           |
| Kendrick Perkins | 646           |
| Dave Cowens      | 473           |
| Al Horford       | 465           |
| Reggie Lewis     | 417           |
| Kevin Garnett    | 394           |
| Cedric Maxwell   | 378           |

| Meeste driepunters | Meeste driepunters |
| Speler             | Driepunters        |
| ------------------ | ------------------ |
| Paul Pierce        | 1.823              |
| Jayson Tatum       | 1.296              |
| Jaylen Brown       | 1.028              |
| Antoine Walker     | 937                |
| Marcus Smart       | 911                |
| Ray Allen          | 798                |
| Larry Bird         | 649                |
| Al Horford         | 598                |
| Avery Bradley      | 520                |
| Isaiah Thomas      | 460                |

## Bekende oud-spelers
- Danny Ainge (1981-1989)
- Ray Allen (2007-2012)
- Nate Archibald (1978-1983)
- Larry Bird (1979-1992)
- Bob Cousy (1950-1963)
- Kevin Garnett (2007-2013)
- John Havlicek (1962-1978)
- Kyrie Irving (2017-2019)
- K.C. Jones (1983-1988)
- Reggie Lewis (1987-1993)
- Jim Loscutoff (1955-1964)
- Pete Maravich (1979-1980)
- Kevin McHale (1980-1993)
- Jermaine O'Neal (2010-2012)
- Shaquille O'Neal (2010-2011)
- Robert Parish (1980-1994)
- Paul Pierce (1998-2013)
- Bill Russell (1956-1969)

## Retired nummers[4]
De Boston Celtics hebben 24 rugnummers uit roulatie gehaald, het hoogste aantal in de NBA.
| Boston Celtics retired nummers | Boston Celtics retired nummers | Boston Celtics retired nummers | Boston Celtics retired nummers | Boston Celtics retired nummers |
| Nr.                            | Speler                         | Positie                        | Periode bij de Boston Celtics  | Datum van 'retirement'         |
| ------------------------------ | ------------------------------ | ------------------------------ | ------------------------------ | ------------------------------ |
| 00                             | Robert Parish                  | C                              | 1980–1994                      | 18 januari 1998                |
| 1                              | Walter A. Brown                | Stichter en eigenaar           | 1946–1964                      | 17 oktober 1964                |
| 2                              | Red Auerbach                   | Hoofdcoach                     | 1950-1966                      | 4 januari 1985                 |
| 3                              | Dennis Johnson                 | G                              | 1983-1990                      | 13 december 1991               |
| 5                              | Kevin Garnett                  | F                              | 2007-2013                      | 13 maart 2022                  |
| 6                              | Bill Russell                   | C                              | 1956-1969                      | 12 maart 1972                  |
| 10                             | Jo Jo White                    | PG                             | 1969-1979                      | 8 april 1982                   |
| 14                             | Bob Cousy                      | PG                             | 1950-1963                      | 16 oktober 1963                |
| 15                             | Tom Heinsohn                   | F                              | 1956-1965                      | 15 oktober 1966                |
| 16                             | Satch Sanders                  | PF                             | 1960-1973                      | januari 1973                   |
| 17                             | John Havlicek                  | SF                             | 1962-1978                      | 13 oktober 1978                |
| 18                             | Dave Cowens                    | C                              | 1970-1980                      | 8 februari 1981                |
| 19                             | Don Nelson                     | F                              | 1965-1976                      | 15 december 1976               |
| 21                             | Bill Sharman                   | G                              | 1951-1961                      | 15 oktober 1966                |
| 22                             | Ed Macauley                    | C                              | 1950-1956                      | 16 oktober 1963                |
| 23                             | Frank Ramsey                   | SF                             | 1954-1964                      | 1964                           |
| 24                             | Sam Jones                      | SG                             | 1957-1969                      | 9 maart 1969                   |
| 25                             | K.C. Jones                     | PG                             | 1958-1967                      | 12 februari 1967               |
| 31                             | Cedric Maxwell                 | SF                             | 1977-1985                      | 15 december 2003               |
| 32                             | Kevin McHale                   | PF                             | 1980-1993                      | 30 januari 1994                |
| 33                             | Larry Bird                     | F                              | 1979-1992                      | 4 februari 1993                |
| 34                             | Paul Pierce                    | F                              | 1998-2013                      | 11 februari 2018               |
| 35                             | Reggie Lewis                   | SF                             | 1987-1993                      | 22 maart 1995                  |
| LOSCY                          | Jim Loscutoff                  | SF                             | 1955-1964                      | 1964                           |